# Навроцкий, Михаил Тимофеевич
Михаил Тимофеевич Навроцкий (1823—1871) — русский учёный-востоковед, языковед, арабист, профессор Санкт-Петербургского университета.

## Биография
Родился 11 (23) ноября 1823 года в семье штабс-капитана — из дворян Казанской губернии. 
Обучался в 1-й казанской гимназии. В 1846 году со степенью кандидата окончил восточный разряд историко-филологического отделения философского факультета Казанского университета — ученик А. К. Казимбека. С ноября того же года — преподаватель арабского языка в 1-й казанской гимназии, а с 1848 по 1855 годы — адъюнкт кафедры арабской и персидской словесности философского факультета Казанского университета.
В 1855 году восточное отделение историко-филологического факультета Петербургского университета было преобразовано в особый факультет восточных языков и Навроцкий был переведён в Санкт-Петербург на должность адъюнкта кафедры арабской словесности; вскоре стал исправляющим должность профессора арабского языка и словесности. В 1856—1871 годах преподавал арабский язык, в 1867—1869 — историю арабской литературы.
Принимая во внимание научные труды Навроцкого и его неутомимую деятельность, факультет восточных языков предоставил ему право держать сразу докторский экзамен, не представляя магистерской диссертации, и в феврале 1869 года он отправился в заграничную научную командировку в Германию, Австрию, Италию и Францию.
Позже возглавлял кафедру арабского языка Петербургского университета.
Умер в Санкт-Петербурге 21 января (2 февраля) 1871 года и был погребён на Смоленском кладбище.
М. Т. Навроцкому принадлежит «Опыт грамматики арабского языка» (Санкт-Петербург : тип. Имп. Акад. наук, 1867. — XXXII, 469 с.), первое в России систематическое описание строя литературного арабского языка. Написанная как учебное пособие, эта работа содержит и целый ряд научных предположений автора.